# シュタディオン・ザンクト・ヤコブ
シュタディオン・ザンクト・ヤコブ （Stadion St. Jakob、英語: St. Jakob Stadium）は、スイス・バーゼルにあったスタジアム。

## 概要
オープン当初から閉鎖されるまでFCバーゼルのホームスタジアムとなっていた。現在は取り壊されており、跡地には後継スタジアムのザンクト・ヤコブ・パルクが建っている。
このスタジアムは、1954 FIFAワールドカップの開催に合わせて建設され、同大会のグループステージ4試合、準々決勝と準決勝それぞれ1試合が行われた。その後、UEFAカップウィナーズカップの決勝戦が4度開催された。